# كورفيسسيا (أين)
كورفيسسيا (بالفرنسية: Corveissiat)‏ هي بلدية فرنسية تقع في إقليم الأين في فرنسا. رمز إنسي لها هو:1125. أما الرمز البريدي لها فهو: 1250.